# Bathysa stipulata
Bathysa stipulata är en måreväxtart som först beskrevs av Vell., och fick sitt nu gällande namn av Karel Presl. Bathysa stipulata ingår i släktet Bathysa och familjen måreväxter. Inga underarter finns listade i Catalogue of Life.